# K1079/1080次列车
 K1079/1080次列车是中国铁路运行于廣東省會广州至湖北省會武汉之间的快速旅客列车，自2007年4月18日起开行，现由中国铁路广州局集团广州客运段负责客运任务。列车使用兩組25G型客车，沿京广铁路运行，行程1069公里，途径广东、湖南、湖北三省。其中广州白云站至武昌站运行12小时30分，使用车次为K1080次；武昌站至廣州白雲站运行12小时34分，使用车次为K1079次。

## 历史
2007年4月18日随着中国铁路实行第六次大提速，肇庆至娄底开行N637/640、N638/639次管内快速列车，经廣茂、京廣、湘桂、益湛線运行。
2009年4月1日，铁道部调整旅客列车车次，列车车次从N637/640、N638/639次变更为K9079/9082、K9080/9081次。
2010年7月1日，列车运行區間调整为肇庆至岳阳，衡阳至岳阳区间经京广線運行，车次变更为K9079/9080次，列車改為使用非空調車體運行。
2013年春运期間，為方便湖南地區返粵的旅客，K9079/9080次列車臨時延長至茂名東。同年3月7日，隨著最後一班使用非空調車體的K9080次列車於晚上9時30分在肇慶站開出，自此三茂鐵路沿線再沒有非空調列車提供服務。其後列車改為使用25G型車體運行。
2014年7月1日，列车运行區間调整为肇庆至武昌，延长路径经由京广線，车次变更为K1079/1080次。
2017年4月16日，配合肇慶站改造工程，K1079/1080次列車縮短至廣州。
2019年1月5日，K1079/1080次列车车体开始与惠州至武昌K435/438、K437/436次的列车套用。
2022年8月9日至2023年9月19日，因广州铁路枢纽广州白云站施工，K1079/1080次列车广州北—广州区间由原京广线改经由广石线、广深线运行，车次改为K1081/1080、K1079/1082次。
2025年7月1日，K1079/1080次列车调整至广州白云站始发终到。

## 列车编组
K1079/1080次列车使用配屬广州铁路集团廣州車輛段的直供電DC600V中國鐵路25G型客車，列車採取19輛車廂編組，其中硬座車9輛、硬臥車7輛，餐車、軟臥車和行李車各1輛。
| 車廂編號 | 1            | 2-10         | 11         | 12           | 13-19        |
| 車型     | XL25G 行李車 | YZ25G 硬座車 | CA25G 餐車 | RW25G 軟臥車 | YW25G 硬臥車 |

## 机车交路
| 车站区段               | 武昌 ↔ 廣州白雲                                   |
| 本务机车 配属 司机更替 | 和諧1D型電力機車 广铁广段 长沙/广州司机在長沙轮乘 |

## 时刻表
- 数据截至2025年7月1日。

| K1080次 | K1080次 | K1080次 | K1080次 | 停靠站   | K1079次 | K1079次 | K1079次 | K1079次 |
| 里程    | 天数    | 到点    | 开点    | 停靠站   | 到点    | 开点    | 天数    | 里程    |
| ------- | ------- | ------- | ------- | -------- | ------- | ------- | ------- | ------- |
| 0       | 当天    | —       | 21:30   | 广州白云 | 05:28   | —       | 第二天  | 1069    |
| 521     | 第二天  | 03:09   | 03:15   | 衡阳     | 23:35   | 23:41   | 当天    | 548     |
| —       | 第二天  | ↓       | ↓       | 株洲     | 22:05   | 22:11   | 当天    | 414     |
| 707     | 第二天  | 05:41   | 05:49   | 长沙     | 21:20   | 21:28   | 当天    | 362     |
| —       | 第二天  | ↓       | ↓       | 汨罗     | 20:23   | 20:31   | 当天    | 284     |
| 854     | 第二天  | 07:12   | 07:17   | 岳阳     | 19:36   | 19:42   | 当天    | 215     |
| 951     | 第二天  | 08:32   | 08:35   | 赤壁     | 18:25   | 18:34   | 当天    | 118     |
| 989     | 第二天  | 09:02   | 09:05   | 咸宁     | 17:48   | 17:51   | 当天    | 80      |
| 1069    | 第二天  | 10:00   | —       | 武昌     | —       | 16:56   | 当天    | 0       |